# Castillo de Klopp

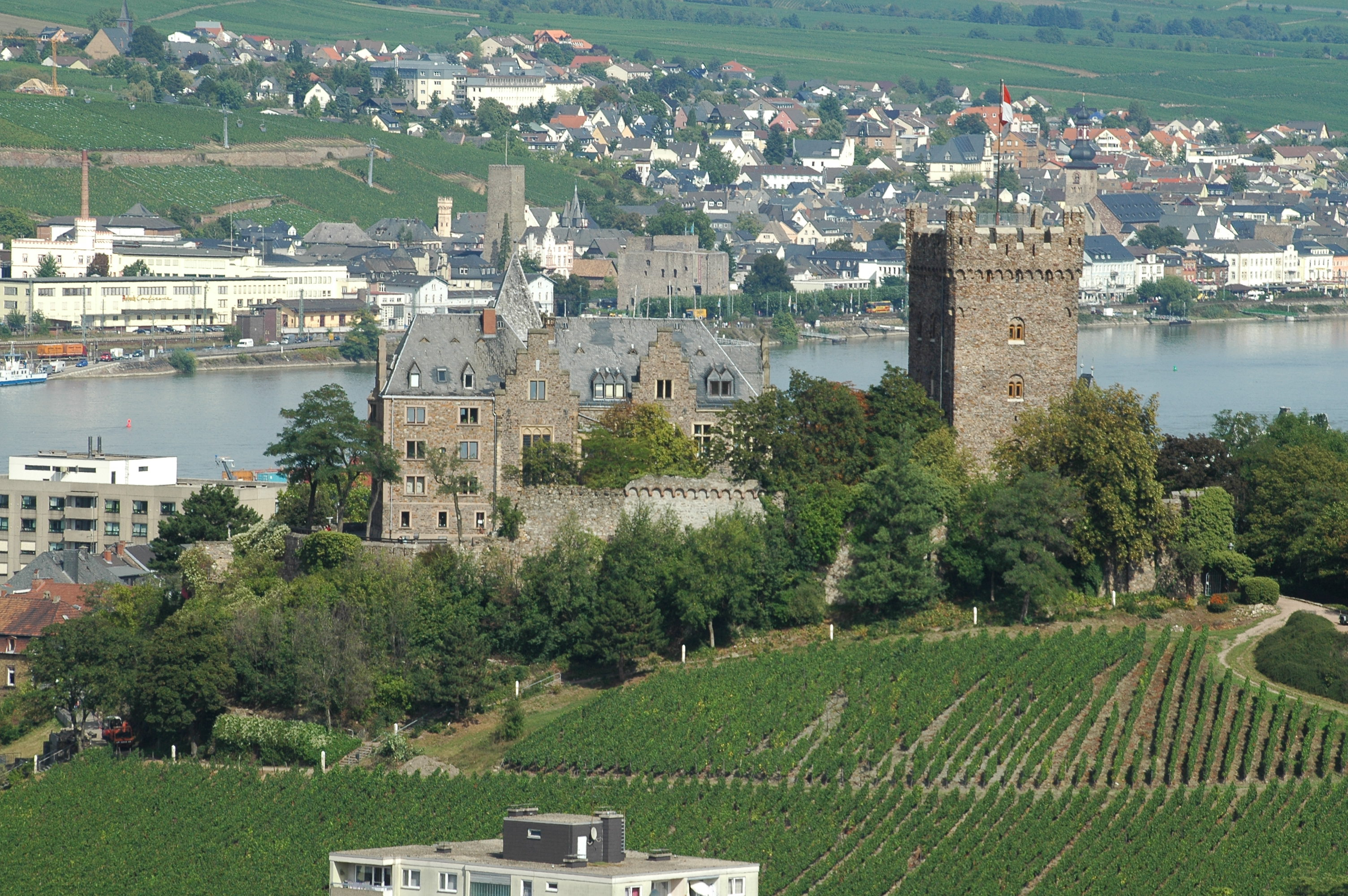
Castillo de Klopp

Castillo de Klopp (en alemán: Burg Klopp) es un castillo en la ciudad de Bingen am Rhein en el Valle Superior del Medio Rin en Renania-Palatinado, Alemania. En el siglo XIX se restauró el bergfried (similar a una torre del homenaje) del castillo fortificado medieval original y se añadió un nuevo edificio que alberga la administración de la ciudad.

## Historia
El castillo se encuentra en una colina sobre la ciudad con una vista amplia, que puede haber sido el sitio de una fortificación romana construida por Nerón Claudio Druso en Bingium alrededor del año 10 d. C.   Drusenburg o Drususburg fue uno de los primeros nombres del castillo.  La colina es uno de los tres lugares donde la leyenda local dice que el emperador Enrique IV fue encarcelado por su hijo en 1105 o 1106, siendo esta la primera mención que se conserva de un castillo allí.  

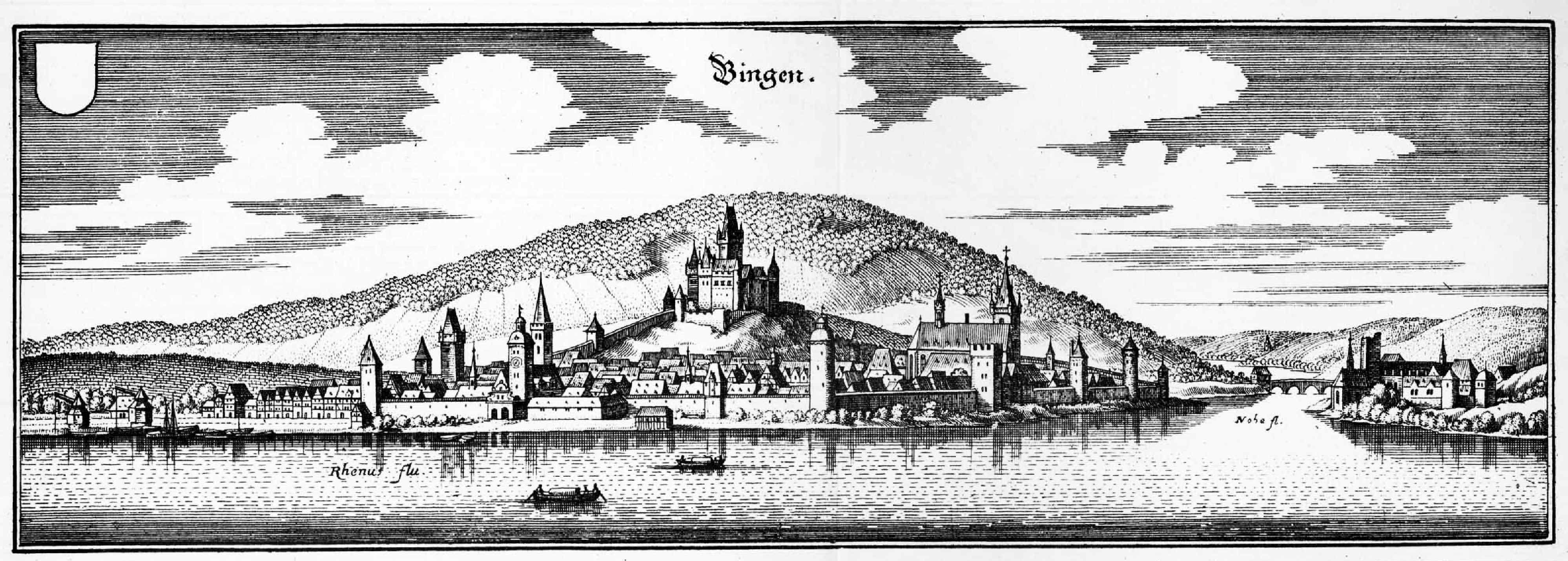
Vista de Bingen y el castillo de Klopp por Matthäus Merian, 1646

El último castillo medieval en el lugar fue construido en el siglo XIII: posiblemente alrededor de 1281,  probablemente entre 1240, cuando se menciona Kloppberg (colina de Klopp) como residencia de un clérigo, y 1277, la primera mención del Burg Clopp. Junto con el castillo de Ehrenfels al otro lado del Rin y más tarde con la Torre del Ratón, permitió al arzobispado de Maguncia cobrar aranceles al comercio fluvial. En 1438, el arzobispo vendió la ciudad y el castillo al cabildo catedralicio y la gente del pueblo lo controló efectivamente. El castillo ya estaba en decadencia en el siglo XVI  y fue destruido en la guerra de los Treinta Años, pero fue reconstruido en 1653.  Los franceses lo volvieron a destruir en 1689 en la guerra de los Nueve Años, y en la fase final de la guerra de sucesión española en 1713, las propias fuerzas de Maguncia volaron lo que quedaba para impedir su uso por parte del enemigo.  Las pinturas de principios del siglo XIX muestran muros en ruinas, uno de los cuales conecta el castillo con la ciudad, pero el castillo en sí está arrasado. 
El Estado federado de Hesse adquirió las ruinas en 1815 y las vendió al abogado Hermann Faber. Más tarde fue propiedad de un berlinés llamado Rosenthal,  quien renovó el pozo. Ambos cobraron a los turistas que subieran a la torre de la puerta como plataforma de observación.  Faber construyó una escalera en el exterior de las paredes y una sala de observación en la parte superior que amuebló con libros de poesía, un cómodo sofá y un escritorio completamente equipado, y dispuso el terreno como un jardín con senderos románticos a través de las vides, los árboles y las flores. También instaló un arpa eólica.  El castillo fue uno de los principales lugares de interés del Rin romántico. J. M. W. Turner esbozó una vista desde el río Nahe en 1844.  A finales del siglo XIX se habían hecho unas 75.000 entradas en el libro de visitas. 

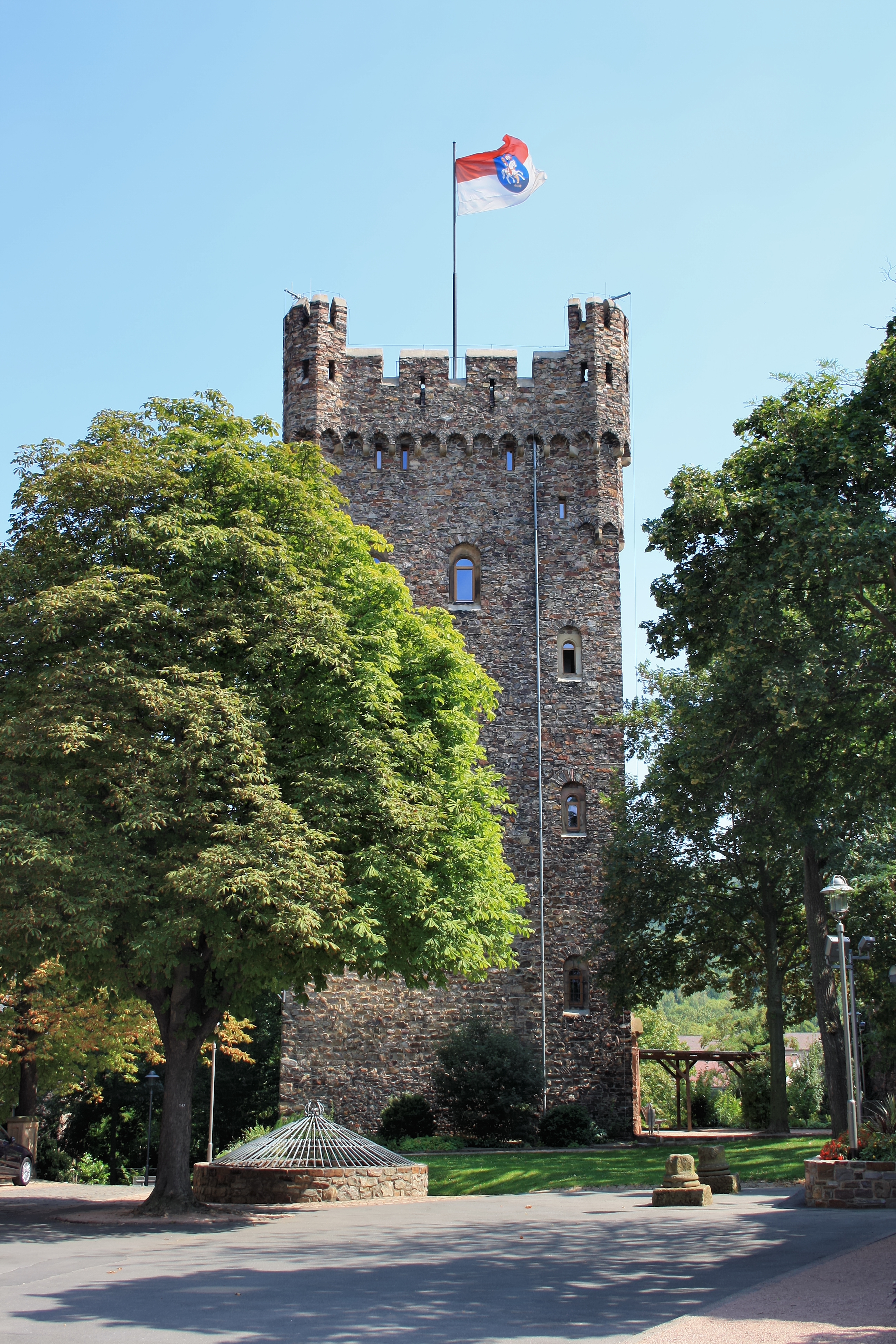
El Bergfried reconstruido

En 1853, Ludwig Maria Cron reconstruyó la puerta de entrada, el puente sobre el foso y las fortificaciones. El Bergfried fue reconstruido como una torre almenada de 26 metros de altura, con cuatro torreones en las esquinas.  En los años 1875–79 se construyó en el lugar un nuevo edificio gótico. El arquitecto de ambos fue el alcalde Eberhard Soherr.    La base del bergfried, el foso y partes de la cortina sur y su adarve son los únicos restos del castillo medieval.

## Uso actual
El bergfried reconstruido anteriormente albergaba el museo de historia local de la ciudad,   que se trasladó en 1998 a una antigua central eléctrica en el paseo marítimo.   El edificio gótico más grande ha sido la sede del gobierno y residencia del alcalde desde 1897.   También hay un restaurante gourmet. 

## Eventos
- Rhein in Flammen: El primer sábado de julio, barcos viajan desde Trechtingshausen a Rüdesheim am Rhein para ver los fuegos artificiales en Burg Reichenstein, Burg Rheinstein, Assmannshausen, la Torre del Ratón, el Castillo de Ehrenfels, el Castillo de Klopp y Brömserburg.

## Otras lecturas
- J. H. A. Hockenbeck, Geschichte des Schlosses Klopp bei Bingen: nach vorhandenen Nachrichten und angestellten Untersuchungen zugestellt. Bingen: Jung, 1882. OCLC 253436863 (in German)
- Matthias Schmandt, "Die Geschichte der Burg Klopp en Bingen". Heimatjahrbuch des Landkreises Bingen 2004 (in German)
- Gerd Rupprecht. Ed. Alejandro Heising. Vom Faustkeil zum Frankenschwert. Bingen-Geschichte einer Stadt am Mittelrhein. Binger Stadtgeschichte 2. Maguncia: Philipp von Zabern, 2003.  (in German)

## Galería

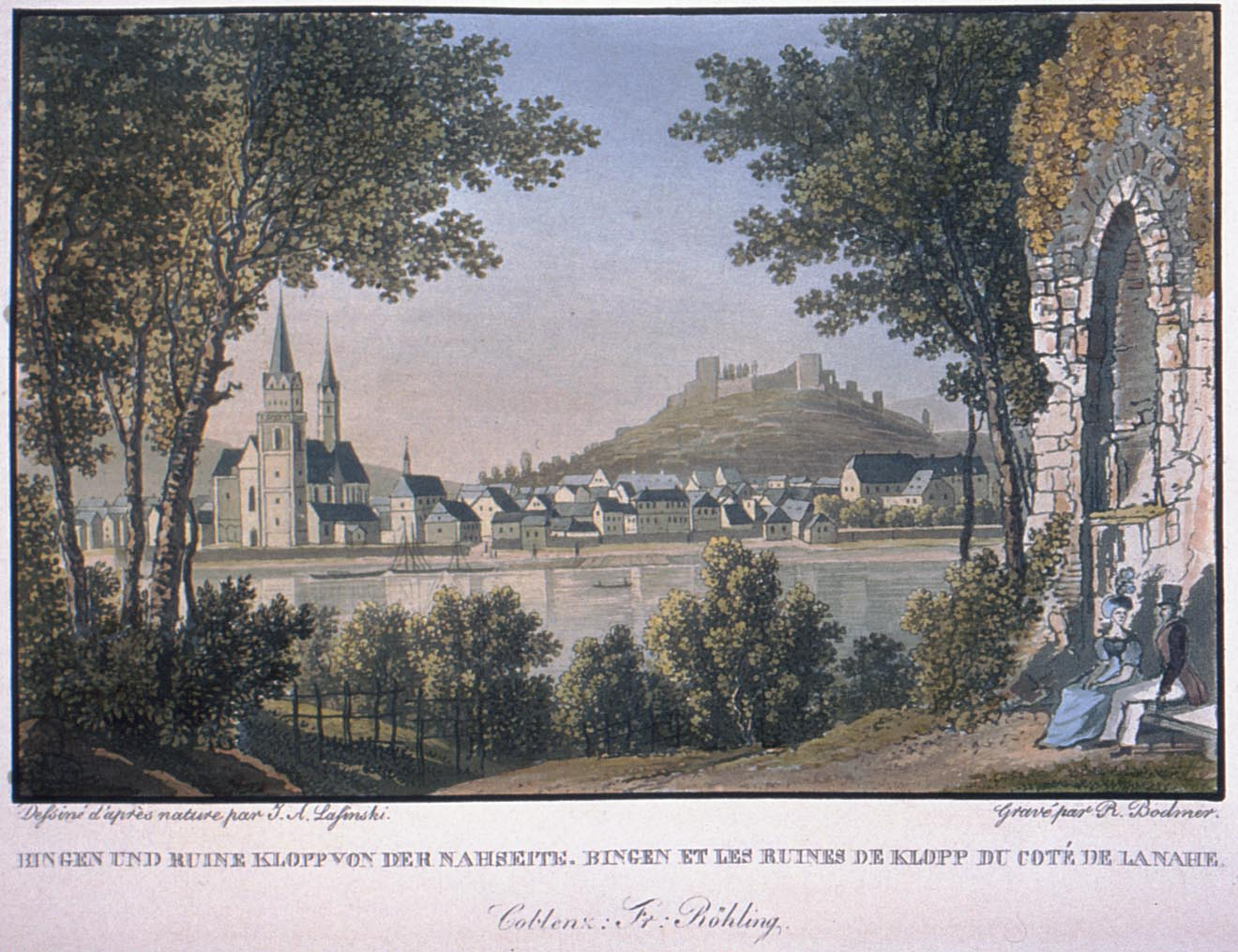
Ruinas del castillo de Klopp sobre Bingen, de Rudolf Bodmer,alrededor de1830
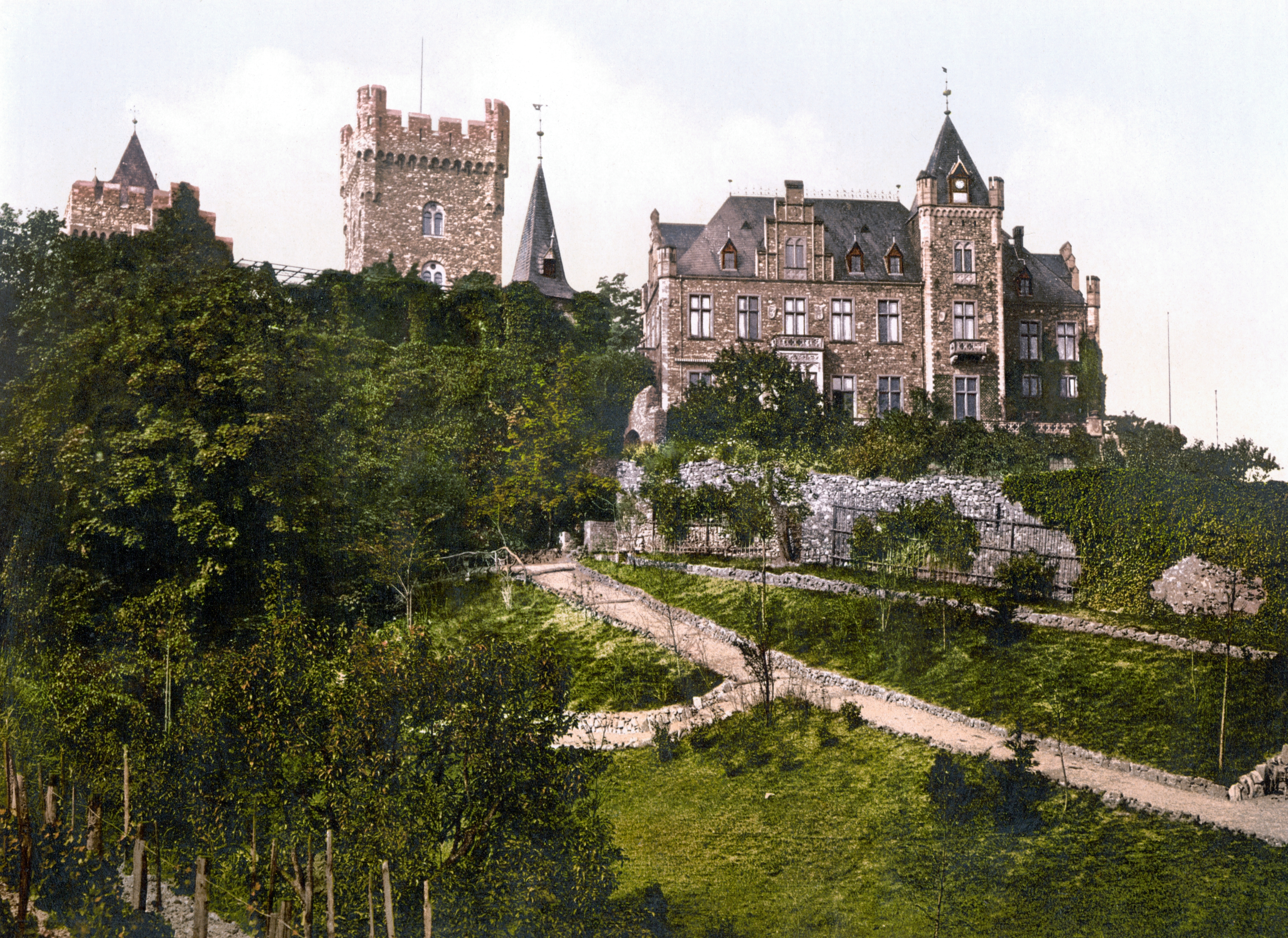
Castillo de Klopp a principios del siglo XX
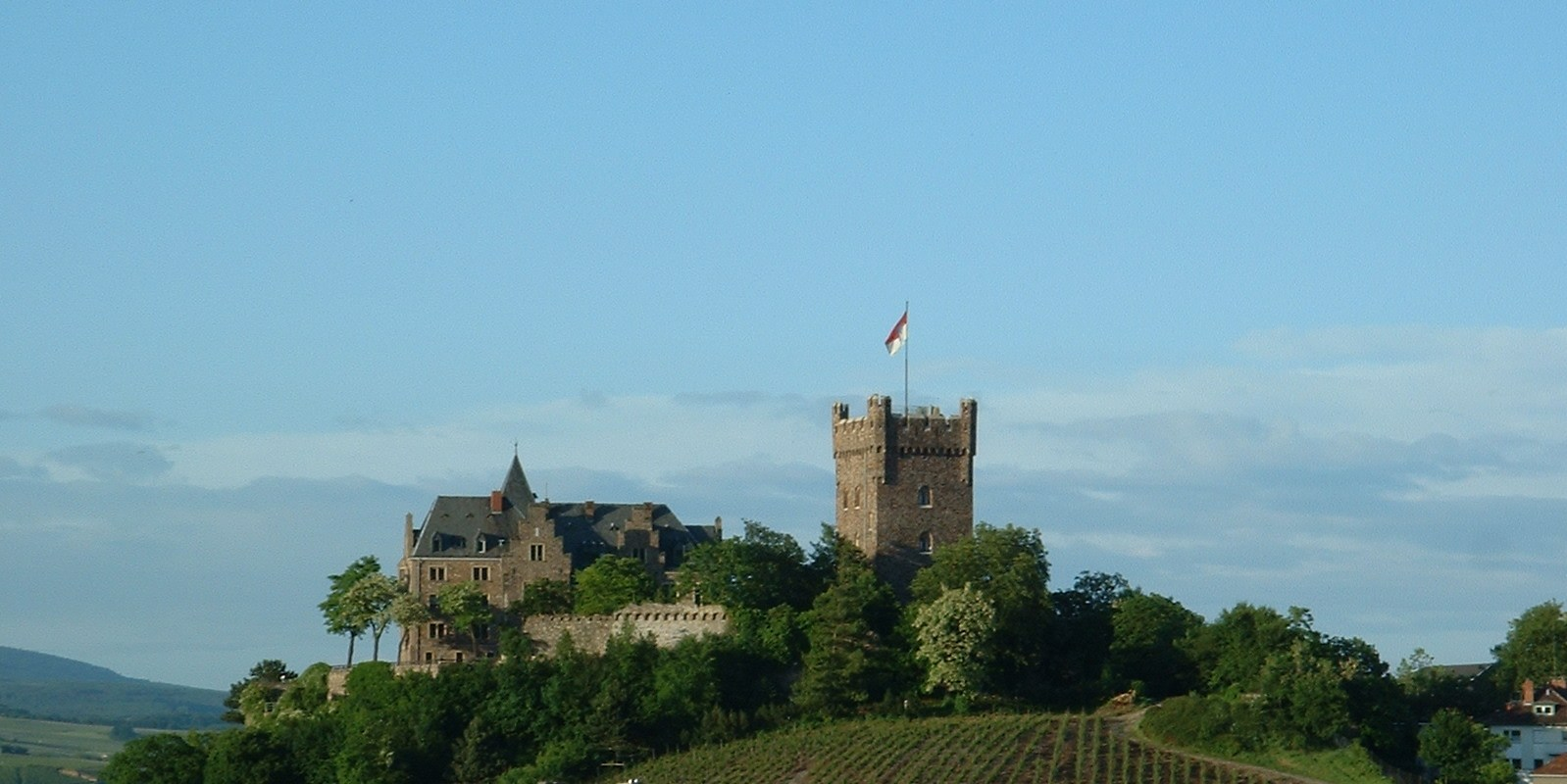
Vista del castillo desde el Río Nahe
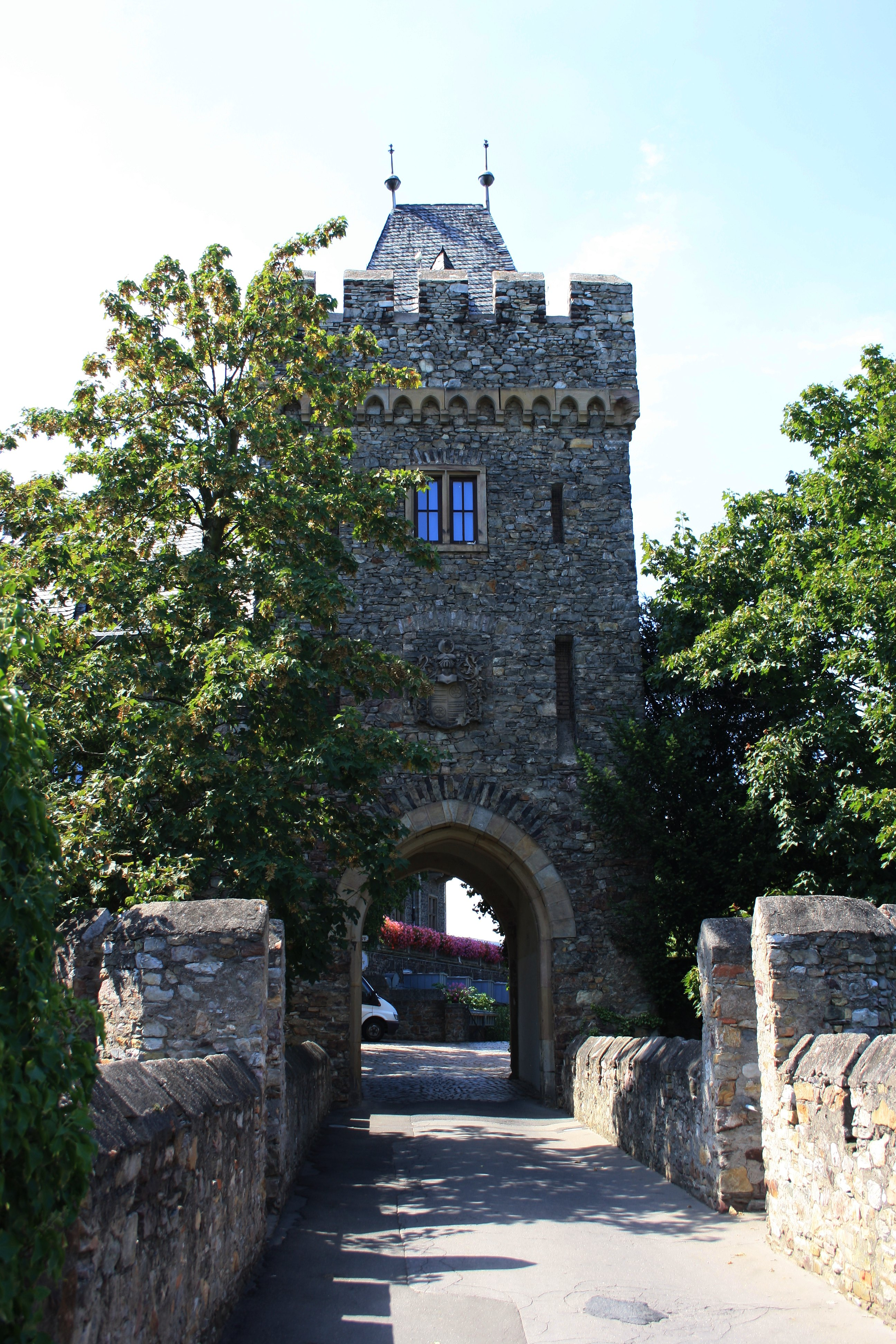
Puerta del castillo

- Datos: Q646001
- Multimedia: Burg Klopp / Q646001